# أوغستا (جورجيا)

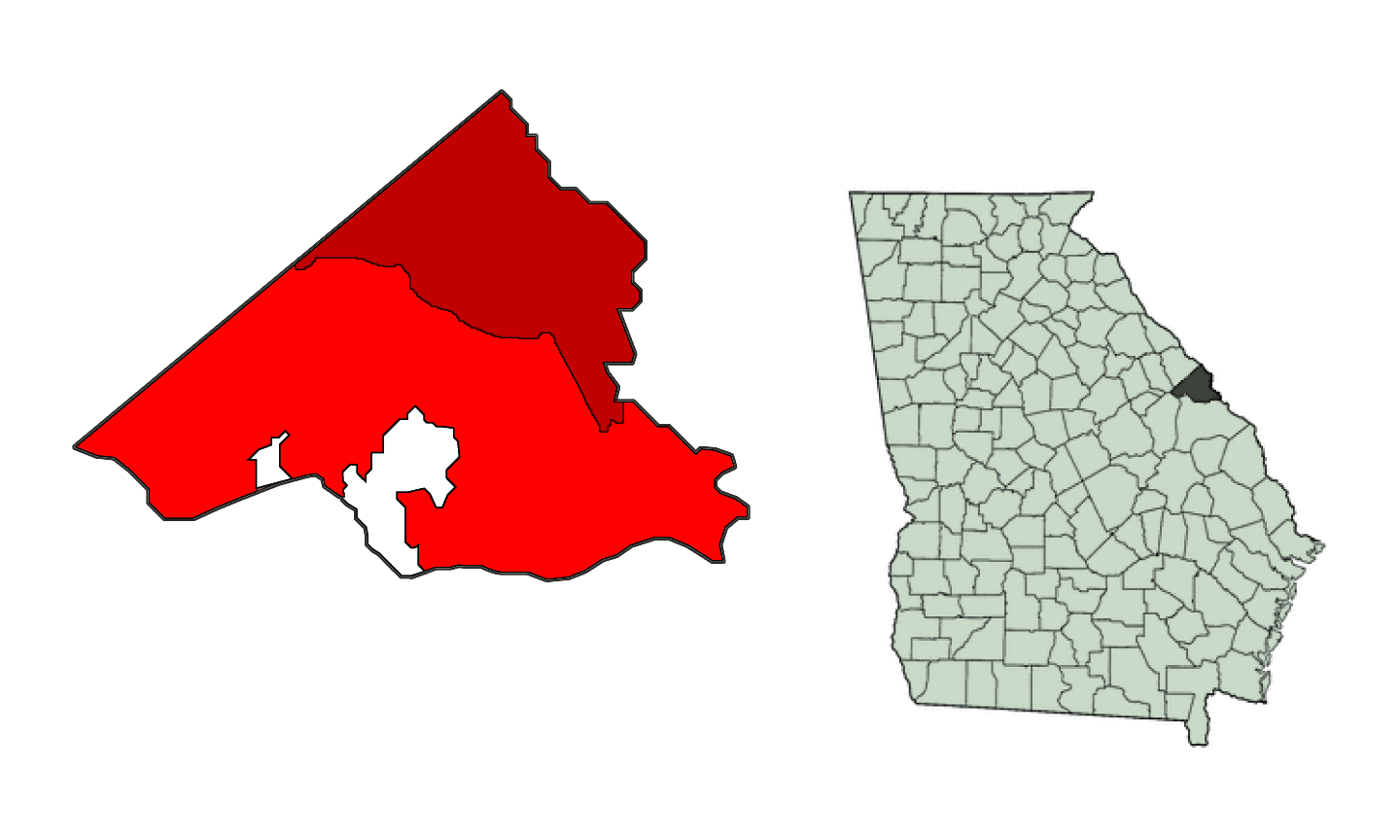
أوغستا

أوغستا هي مدينة واقعة في ولاية جورجيا. في عام 2000، بلغ عدد السكان فيها 195182 نسمة. في 1996، جمعت حكومات مدينة أوغستا ومقاطعة ريتشموند لتشكيل هيئة حاكمة وحيدة تعرف بمقاطعة أوغستا ريتشموند. إن مقاطعة المدينة المدعومة اليوم تعرف ببساطة «بأوغستا، جورجيا» وليست بالاسم المدعوم. المنطقة التي تشمل حدود مدينة أوغستا (ميزت أثناء إحصاء سكان 2000 «كميزان مقاطعة أوغستا ريتشموند») تتضمن تقريباً كامل مقاطعة ريتشموند، ما عدا بلدات هيفزيبا وبليث، اللتان تبقيان حكومتين منفصلتين عن أوغستا. أوغستا هي ثاني أكبر مدن جورجيا بعد أطلانطا.
تقع أوغستا على حدود جورجيا/كارولاينا الجنوبية، حوالي 150 ميل شرق أطلانطا. هي ثاني أكبر مدينة، وثاني أكبر منطقة حضرية في الولاية. أوغستا هي مسقط رأس الطائفة المعمدانية الجنوبية، وموقع كنسية سبرينجفيلد المعمدانية، الكنسية المعمدانية الأفريقية الأمريكية المستقلة ذاتياً والأكبر سناً في البلاد. ملعب غولف المدينة المشهور، نادي أوغستا الوطني للغولف، يستضيف بطولة الغولف الرئيسية الأولى في كل سنة، وهي الماسترز.
المدينة سميت بهذا الاسم تكريماً لأوغستا ساكس غوثا، وكانت ثاني عاصمة لولاية جورجيا من 1785 حتى 1795. كنية أوغستا الرسمية هي «جاردن سيتي». وهي معروفة كذلك «بمدينة الماسترز»، منذ أن استضافت بطولة غولف الماسترز. «ديسجستا» هي كنية أخرى تستعمل عموماً في كافة أنحاء المنطقة. تبنت المدينة الشعار مؤخراً، «نشعر بالارتياح»، باعتراف ابن المدينة الموسيقي جيمس براون.

## المناخ
يظهر الجدول التالي التغييرات المناخية على مدار السنة لأوغستا:
| البيانات المناخية لـأوغستا                 | البيانات المناخية لـأوغستا | البيانات المناخية لـأوغستا | البيانات المناخية لـأوغستا | البيانات المناخية لـأوغستا | البيانات المناخية لـأوغستا | البيانات المناخية لـأوغستا | البيانات المناخية لـأوغستا | البيانات المناخية لـأوغستا | البيانات المناخية لـأوغستا | البيانات المناخية لـأوغستا | البيانات المناخية لـأوغستا | البيانات المناخية لـأوغستا | البيانات المناخية لـأوغستا |
| الشهر                                      | يناير                      | فبراير                     | مارس                       | أبريل                      | مايو                       | يونيو                      | يوليو                      | أغسطس                      | سبتمبر                     | أكتوبر                     | نوفمبر                     | ديسمبر                     | المعدل السنوي              |
| ------------------------------------------ | -------------------------- | -------------------------- | -------------------------- | -------------------------- | -------------------------- | -------------------------- | -------------------------- | -------------------------- | -------------------------- | -------------------------- | -------------------------- | -------------------------- | -------------------------- |
| الدرجة القصوى °ف (°م)                      | 84 (29)                    | 86 (30)                    | 93 (34)                    | 96 (36)                    | 101 (38)                   | 106 (41)                   | 107 (42)                   | 108 (42)                   | 106 (41)                   | 101 (38)                   | 90 (32)                    | 84 (29)                    | 108 (42)                   |
| الحد الأقصى المتوسط °ف (°م)                | 74.8 (23.8)                | 78.1 (25.6)                | 84.4 (29.1)                | 88.8 (31.6)                | 93.9 (34.4)                | 98.3 (36.8)                | 100.1 (37.8)               | 99.2 (37.3)                | 94.9 (34.9)                | 88.5 (31.4)                | 81.6 (27.6)                | 76.5 (24.7)                | 101.3 (38.5)               |
| متوسط درجة الحرارة الكبرى °ف (°م)          | 57.9 (14.4)                | 62.3 (16.8)                | 69.9 (21.1)                | 77.3 (25.2)                | 85.0 (29.4)                | 91.0 (32.8)                | 93.4 (34.1)                | 91.8 (33.2)                | 86.7 (30.4)                | 77.7 (25.4)                | 69.1 (20.6)                | 60.0 (15.6)                | 76.9 (24.9)                |
| متوسط درجة الحرارة الصغرى °ف (°م)          | 32.8 (0.4)                 | 35.9 (2.2)                 | 42.0 (5.6)                 | 48.1 (8.9)                 | 57.3 (14.1)                | 66.2 (19.0)                | 69.8 (21.0)                | 69.3 (20.7)                | 62.6 (17.0)                | 51.0 (10.6)                | 41.4 (5.2)                 | 34.5 (1.4)                 | 51.0 (10.6)                |
| الحد الأدنى المتوسط °ف (°م)                | 16.4 (−8.7)                | 20.5 (−6.4)                | 25.8 (−3.4)                | 32.6 (0.3)                 | 43.6 (6.4)                 | 55.6 (13.1)                | 62.5 (16.9)                | 61.2 (16.2)                | 49.0 (9.4)                 | 34.6 (1.4)                 | 26.1 (−3.3)                | 18.5 (−7.5)                | 13.9 (−10.1)               |
| أدنى درجة حرارة °ف (°م)                    | −1 (−18)                   | 3 (−16)                    | 12 (−11)                   | 26 (−3)                    | 35 (2)                     | 46 (8)                     | 54 (12)                    | 52 (11)                    | 36 (2)                     | 22 (−6)                    | 11 (−12)                   | 5 (−15)                    | −1 (−18)                   |
| الهطول إنش (مم)                            | 3.91 (99)                  | 3.92 (100)                 | 4.18 (106)                 | 2.84 (72)                  | 2.65 (67)                  | 4.72 (120)                 | 4.33 (110)                 | 4.32 (110)                 | 3.22 (82)                  | 3.27 (83)                  | 2.82 (72)                  | 3.39 (86)                  | 43.57 (1٬107)              |
| متوسط تساقط الثلوج إنش (سم)                | 0.4 (1.0)                  | 0.4 (1.0)                  | 0 (0)                      | 0 (0)                      | 0 (0)                      | 0 (0)                      | 0 (0)                      | 0 (0)                      | 0 (0)                      | 0 (0)                      | 0 (0)                      | 0.1 (0.25)                 | 0.9 (2.3)                  |
| متوسط أيام هطول الأمطار (≥ 0.01 in)        | 9.8                        | 8.8                        | 8.6                        | 7.5                        | 8.1                        | 11.0                       | 11.0                       | 10.3                       | 7.1                        | 6.5                        | 6.9                        | 9.2                        | 104.8                      |
| متوسط الأيام المثلجة (≥ 0.1 in)            | 0.2                        | 0.1                        | 0                          | 0                          | 0                          | 0                          | 0                          | 0                          | 0                          | 0                          | 0                          | 0.1                        | 0.4                        |
| متوسط الرطوبة النسبية (%)                  | 69.8                       | 65.8                       | 65.0                       | 64.5                       | 69.6                       | 71.3                       | 73.9                       | 76.5                       | 76.2                       | 73.3                       | 71.9                       | 71.6                       | 70.8                       |
| المصدر: NOAA (relative humidity 1961–1990) |                            |                            |                            |                            |                            |                            |                            |                            |                            |                            |                            |                            |                            |

## توأمة
لأوغستا (جورجيا) اتفاقيات توأمة مع كل من:
- بياريتز
- تاكارازوكا

## أعلام
- إيمي غرانت
- جاسبر جونز
- فريمان ووكر
- لورنس فيشبورن
- جيسي نورمان
- ماريا لويز إيفلين
- باتريك والش
- ألفريد كومينغ
- جورج كراوفورد
- هولك هوجان
- جورج والتون

## وصلات خارجية
- الموقع الرسمي